# Demetrio e Polibio
Démétrios et Polybe
Demetrio e Polibio est un opéra en deux actes dramma serio par Gioachino Rossini d'après un livret de Vincenzina Viganò-Mombelli. L'opéra a été orchestré pour cordes seulement.
Demetrio e Polibio était la première tentative de Rossini à un opéra de grande envergure, si ce n'était sa première mise en scène d'opéra. Rédigé pour des chanteurs, la famille Mombelli, Rossini a achevé l'opéra en 1806, pendant ses études à l'Académie philharmonique de Bologne. Toutefois, il n'a pas été mis en scène avant le 18 mai 1812, lors de sa première au Teatro Valle de Rome.

## Rôles
| Rôle                                    | Type de voix | Première interprétation, 18 mai 1812 (chef d'orchestre : ) |
| --------------------------------------- | ------------ | ---------------------------------------------------------- |
| Polybe, roi des Parthes                 | basse        | Lodovico Olivieri                                          |
| Lisinga, sa fille                       | soprano      | Maria Ester Mombelli                                       |
| Siveno, amant de Lisinga                | contralto    | Marianna "Anna" Mombelli                                   |
| Demetrios, roi de Syrie, père de Siveno | ténor        | Domenico Mombelli                                          |

## Argument
Époque : IIe siècle av. J.-C.
Lieu : Parthie

### Acte I
Polybe, roi des Parthes, est le protecteur à la fois de sa propre fille Lisinga et de son amant Siveno.  Tout le monde croit que Siveno est le fils de Minteus, un ministre du roi Démétrios de Syrie, mais il est en fait le fils de Démétrios avec qui il est brouillé depuis longtemps.  Démétrios, tenant Minteus pour responsable de la disparition de son fils, arrive à la cour des Parthes sous le pseudo de Eumène, un messager royal, et exige que Siveno revienne en Syrie.  Polybe refuse.  Siveno et Lisinga célèbrent leur mariage.  Polybe confie à Siveno qu'il est préoccupé par ce qui s'est passé, mais Siveno le rassure.  Pendant ce temps, Eumène (Démétrios) complote de kidnapper Siveno et de le ramener en Syrie.  Il soudoie les serviteurs et les gardes de nuit et parvient à entrer dans la cour des Parthes.  Cependant, quand il arrive dans la chambre à coucher du jeune couple, il trouve Lisinga seule et la kidnappe à la place.  Polybe et Siveno essayent en vain de l'arrêter.

### Acte II
Polybe et Siveno vont plaider la libération de Lisinga. En réponse, Eumène (Démétrios) menace de la tuer si Siveno s'oppose à lui. À son tour, Polybe menace de tuer Siveno à moins que Lisinga soit libérée. La situation commence à se résoudre lorsque Eumène (Démétrios), se penche sur un médaillon ancien et se rend compte que Siveno est en réalité son fils perdu. Polybe ne veut pas perdre Lisinga, et Eumène (Démétrios) veut récupérer Siveno. Désespérée à l'idée d'être séparée de Siveno, Lisinga tente de tuer Eumène, mais il lui révèle sa véritable identité en tant que roi Démétrios et annonce que Siveno est son fils. La paix est rétablie, et le couple vit heureux pour toujours.

## Enregistrements
| Année | Interprètes :                                                          | Chef d'orchestre, opéra et orchestre | Label                                                    |
| ----- | ---------------------------------------------------------------------- | --- | -------------------------------------------------------- |
| 1992  | Giorgio Surjan, Christine Weidinger, Sara Mingardo, Dalmacio González  | Massimiliano Carraro, Orchestre symphonique de Graz et Chœur de la musique de chambre de Bratislava (enregistrement d'une performance au Festival della Valle d'Itria,de Martina Franca. 27 juillet) | CD audio : Dynamic Cat: CDS 171/1-2                      |
| 1996  | Pietro Spagnoli, Maria Costanza Nocentini, Sonia Ganassi, Aldo Bertolo | Giuliano Carella, Orchestre inconnu (enregistrement d'une performance à Dordrecht, 8 septembre) | Cassette : Lyric Distribution Incorporated Cat: ALD 4085 |